# Distrikt Buhweju
Ibanda ist ein Distrikt in Westuganda. Die Hauptstadt des Distrikts ist Nsiika.

## Lage
Der Distrikt Buhweju grenzt im Westen und Nordwesten an den Distrikt Rubirizi, im Nordosten an den Distrikt Ibanda, im Osten an den Distrikt Mbarara, im Südosten an den Distrikt Sheema und im Südwesten an den Distrikt Bushenyi.

## Geschichte
Buhweju bildete einst ein kleines Königreich, das ein Omukama regierte. Es wurde 1901 in das britische Protektorat Ankole eingegliedert.

## Demografie
Die Bevölkerungszahl wird für 2020 auf 144.100 geschätzt. Davon lebten im selben Jahr 4,6 Prozent in städtischen Regionen und 95,4 Prozent in ländlichen Regionen.
| Zensusjahr | Einwohnerzahl |
| ---------- | ------------- |
| 1991       | 55.534        |
| 2002       | 82.881        |
| 2014       | 120.720       |

## Wirtschaft
Die meisten Arbeitskräfte arbeiten in der Landwirtschaft. Der Distrikt Buhweju hat nachgewiesene Reserven an Gold, Kalk und Holz.